# 1240 в Україні

## Події
- Данило Галицький захопив київський престол, прогнавши Ростилава Мстиславича. Він залишив місто під управлінням тисяцького Дмитра, якому довелося оборонятися від монголів.
- 6 грудня, після тривалої облоги, Київ захопили і поруйнували монгольські війська під проводом Батия.
- Монголи розорили Галицько-Волинське князівство й увійшли до Польщі. Спроби Данила Галицького та Михайла Чернігівського знайти допомогу на Заході успіху не принесли.

## Особи

### Померли
- Іосиф (? — 1240?) — Митрополит Київський і всієї Руси.

## Засновані, зведені
- Бакота
- Великі Дмитровичі
- Гірськ
- Горохів
- Кирдани (Таращанський район)
- Самостріли

## Зникли, скасовані
- Церква святих Бориса і Гліба (усипальниця, Вишгород)
- Десятинна церква
- Ірининський собор (Київ)
- Ярополч